# Gallery Row
Il Gallery Row è un distretto della Downtown di Los Angeles. 
Fu designato dal consiglio comunale di Los Angeles nel 2003 con lo scopo di promuovere la diffusione delle gallerie d'arte lungo la Main Street e la Spring Street e per creare un quartiere urbano culturalmente ricco. Il distretto si estende in direzione nord-sud lungo la Main e la Spring Street dalla seconda strada a nord alla nona strada a sud.

## Storia
L'idea di Gallery Row nacque su proposta degli artisti Nic Cha Kim e Kjell Hagen, membri del comitato Arts, Aesthetics, and Culture (ACC). Al tempo nella zona erano presenti solo tre gallerie d'arte: la Inshallah Gallery sulla Main Street vicino alla terza strada, bank (Lorraine Molina) sulla Main Street vicino alla quarta strada, e la galleria denominata 727 su Spring Street vicino alla settima strada.
I confini proposti del distretto furono quindi in gran parte scelti al fine di includere luoghi d'arte già esistenti.
La mozione del consiglio comunale per l'instituzione di Gallery Row passò nel luglio del 2003 e le insegne stradali recanti il nome del nuovo quartiere furono poste in autunno. Nel settembre del 2004 erano attive 8 gallerie d'arte.

## Il Downtown Art Walk
Ogni secondo giovedì del mese viene organizzato il Downtown Art Walk, una visita guidata delle sedi espositive più moderne nel centro di Los Angeles che comprende le gallerie d'arte commerciali ed i musei.